# International Table Soccer Federation
La International Table Soccer Federation (en español, Federación Internacional de Fútbol Mesa), conocida por su sigla ITSF, es una organización no lucrativa con sede en Nantes, Francia, que promueve el fútbol de mesa. La ITSF aprueba las mesas de fútbol que cumplen los requisitos para la competencia internacional de fabricantes tales como Garlando, Roberto Sport, Bonzini, Tornado y Tecball.
Fue ideada el 9 de mayo de 2002 en Franconville, Francia, y fundada oficialmente el 16 de agosto de 2002 en Oberwart, Austria.
A partir de 2010, el ITSF se ha ampliado para incluir a los países siguientes: Argelia, Argentina, Australia, Austria, Baréin, Bélgica, Bolivia, Brasil, Bulgaria, Camerún, Canadá, Chile, China, Costa Rica, Croacia, República Checa, Dinamarca, Estonia, Finlandia, Francia, Georgia, Alemania, Hong Kong, Hungría, India, Irán, Irlanda, Israel, Italia, Costa de Marfil, Japón, Letonia, Lituania, Luxemburgo, Malasia, Malta, México, Mongolia, Marruecos, Países Bajos, Nigeria, Noruega, Pakistán, Perú, Polonia, Portugal, República de Corea, Rumania, Rusia, Senegal, Eslovaquia, Eslovenia, Sudáfrica, España, Suiza, Taiwán, Tailandia, Ucrania, Emiratos Árabes Unidos, Reino Unido, Estados Unidos de América.
El ITSF en sí mismo no organiza la mayoría de los eventos que están bajo su bandera. ITSF organiza el Campeonato Mundial Multi-Mesa de Nantes, Francia, a principios de enero, y es responsable de organizar la Copa del Mundo, que se celebra anualmente. La entrada en el campeonato anual se obtiene al ganar o llegar a instancias finales en uno de los Campeonatos del Mundo de tipo de tablas oficiales. También puede ser obtenida por acumular suficientes puntos en el ranking durante una serie de eventos más pequeños que cumplan con los criterios estrictos de la ITSF.
Los torneos de clasificación de la ITSF son restringidos en número a cada país miembro, y el ranking se concede en torno al nivel de entradas esperado, el número de jugadores que se incorporan y los premios que se concederá.